# Polisportiva Ares Ribera
Maillots
La Polisportiva Ares Ribera, ou  Banco di Sicilia Ribera (depuis 2005), est un club italien féminin de basket-ball appartenant à la LegA Basket Femminile, soit le plus haut niveau du championnat italien. Le club est basé dans la ville de Ribera.

## Palmarès
- Coupe d'Italie : 2006

## Entraîneurs successifs
- Depuis ? :  Sandro Orlando

## Joueuses célèbres ou marquantes
- Amber Jacobs
- Bernadette Ngoyisa